# Swiss Open Gstaad 2015
Swiss Open Gstaad 2015 — тенісний турнір, що проходив на ґрунтових кортах у місті Гштаад, Швейцарія з 27 липня. Належав до категорії ATP World Tour 250.

## Фінальна частина

### Одиночний розряд
Домінік Тім —  Давід Ґоффен 7–5, 6–2

### Парний розряд
Олександр Бурий /  Денис Істомін —  Олівер Марах /  Айсам-уль-Хак Куреші 3–6, 6–2, [10–5]